# Djupare, o Jesus, i din kärlek
Djupare, o Jesus, i din kärlek är en psalm med text och musik av Charles Price Jones. Texten översattes till svenska 1922 av Otto Witt.

## Publicerad i
- Segertoner 1988 som nr 594 under rubriken "Efterföljd – helgelse".[1]